# Polska na Zimowych Igrzyskach Olimpijskich 1948
Polskę na Zimowych Igrzyskach Olimpijskich 1948 reprezentowało 29 zawodników w 5 dyscyplinach.
| Sportowcy | Lp. | złoto | srebro | brąz | 4 m. | 5 m. | 6 m. | 7 m. | 8 m. | Punkty |
| --------- | --- | ----- | ------ | ---- | ---- | ---- | ---- | ---- | ---- | ------ |
| 29        | -   | –     | –      | –    | –    | –    | 1    | –    | –    | 3      |

## Występy Polaków

### Hokej na lodzie
- Henryk Przeździecki, Jan Maciejko, Mieczysław Kasprzycki, Henryk Brommer, Maksymilian Więcek, Hilary Skarżyński, Mieczysław Burda, Stefan Csorich, Alfred Gansiniec, Zygmunt Ginter, Tomasz Jasiński, Bolesław Kolasa, Adam Kowalski, Czesław Marchewczyk, Eugeniusz Lewacki, Mieczysław Palus, Ernest Ziaja – 6. miejsce

wyniki turnieju hokejowego

### Narciarstwo alpejskie
- Józef Marusarz – zjazd, 35. miejsce; slalom specjalny, 31. miejsce; kombinacja alpejska, 27. miejsce
- Jan Gąsienica Ciaptak – zjazd, 37. miejsce; slalom specjalny, nie ukończył; kombinacja alpejska, 31. miejsce
- Jerzy Schindler – zjazd, 67. miejsce
- Jan Pawlica – zjazd, nie ukończył
- Jan Lipowski – slalom specjalny, nie ukończył

### Narciarstwo klasyczne
- Stefan Dziedzic – bieg na 18 km, 38. miejsce; kombinacja norweska, 20. miejsce
- Tadeusz Kwapień – bieg na 18 km, 47. miejsce; kombinacja norweska, 25. miejsce
- Józef Daniel Krzeptowski – bieg na 18 km, 62. miejsce; kombinacja norweska, 22. miejsce; skoki narciarskie, 30. miejsce
- Stanisław Bukowski – bieg na 18 km, 70. miejsce
- Leopold Tajner – bieg na 18 km, 76. miejsce; kombinacja norweska, 34. miejsce
- Józef Daniel Krzeptowski, Stanisław Bukowski, Tadeusz Kwapień, Stefan Dziedzic – sztafeta 4 x 10 km, 10. miejsce
- Stanisław Marusarz – skoki narciarskie, 27. miejsce
- Jan Kula – skoki narciarskie, 33. miejsce
- Jan Gąsienica Ciaptak – skoki narciarskie, 36. miejsce